# Battaglioni lituani TDA
I battaglioni lituani TDA (in lituano: Tautinio darbo apsaugos batalionas) o TDA, furano unità paramilitari organizzate nel periodo giugno-agosto 1941 dal governo provvisorio della Lituania all'inizio dell'operazione Barbarossa. I membri della TDA furano conosciuti con diversi nomi come ausiliari lituani, poliziotti, braccianti bianchi, nazionalisti, ribelli, partigiani o combattenti della resistenza. Il TDA fu intesa come nucleo originario per il futuro esercito lituano indipendente, ma fu presto rilevata dai funzionari nazisti e riorganizzata nei battaglioni della polizia ausiliaria lituana, la versione lituana della Schutzmannschaft. Il gruppo originario TDA divenne infine il 12º e il 13º battaglione di polizia: queste due unità ebbero un ruolo attivo nelle uccisioni di massa degli ebrei in Lituania e Bielorussia; sulla base del rapporto Jäger, i membri della TDA uccisero circa 26.000 ebrei tra luglio e dicembre 1941.

## Formazione
Quando la Germania nazista dichiarò guerra all'Unione Sovietica e invase la Lituania, il governo provvisorio della Lituania dichiarò a sua volta l'indipendenza il 23 giugno 1941. I lituani sperarono di ripristinare l'indipendenza della Lituania esistente prima dell'occupazione sovietica, o almeno di ottenere una certa autonomia dalla Germania nazista. Nel tentativo di ricostituire l'esercito lituano, il governo provvisorio annunciò la formazione del TDA a Kaunas il 28 giugno. I piani per tale formazione furono preparati già il 24 marzo 1941. Il TDA indossava un bracciale bianco con le lettere TDA di colore nero sulle maniche. Andrio Butkūnas divenne il primo comandante del battaglione appena formato.
Gli obiettivi originali della formazione furono di proteggere oggetti strategici (come ponti o ferrovie), di proteggere i prigionieri di guerra sovietici, di stabilire l'ordine generale a Kaunas e nelle vicinanze. Entro il 4 luglio, 724 uomini, per lo più ex soldati e partigiani lituani che combatterono nella rivolta di giugno contro i sovietici in ritirata, risposero all'annuncio e si arruolarono nel battaglione. Alla fine di luglio furono costituite sette società. Al momento della sua formazione il TDA fu l'unico gruppo armato e organizzato a Kaunas, e le autorità naziste approfittarono della sua esistenza.

## Attività

### Esecuzioni di ebrei
Secondo il rapporto del 6 luglio di Karl Jäger, comandante dell'Einsatzgruppe A, due compagnie del TDA furono assegnate a compiti relativi agli omicidi di massa degli ebrei: una ebbe il compito di proteggere e giustiziare gli ebrei al settimo forte della fortezza di Kaunas e un'altra fu assegnata all'Einsatzkommando. Secondo ampie indagini del dopoguerra da parte delle autorità sovietiche, man mano che le esecuzioni di ebrei aumentavano di numero, più compagnie di TDA furono coinvolte negli omicidi. Alla luce di tali sviluppi, il TDA iniziò a perdere i suoi membri: tra il 5 e l'11 luglio furono dimessi 117 membri. Il 12 luglio si suicidò il comandante della 1ª compagnia, che fu coinvolta particolarmente nelle esecuzioni capitali. La 3ª compagnia fu assegnata al famigerato Rollkommando Hamann comandato da Joachim Hamann e Bronius Norkus, unità che commise diversi omicidi di massa di ebrei nelle campagne. Sulla base del rapporto Jäger, i membri del TDA uccisero circa 26.000 ebrei tra luglio e dicembre 1941.

### Riorganizzazioni
Nella notte tra il 23 e il 24 luglio alcuni esponenti del TDA furono coinvolti in un tentativo di colpo di stato contro il governo provvisorio. Il colpo di stato, organizzato dai membri del gruppo Lupi di Ferro e sostenuto dalla Gestapo tedesca, riuscì a sostituire la leadership del TDA: il comandante Butkūnas è stato sostituito da Kazys Šimkus.
Il governo provvisorio si sciolse il 5 agosto 1941. Il giorno seguente Franz Lechthaler assunse il comando di tutte le unità di polizia, compresa il TDA. Il 7 agosto, quando il TDA contava 703 membri, Lechthaler ordinò che il battaglione fosse riorganizzato in due diversi battaglioni di polizia ausiliaria o Hilfspolizei (in lituano: Pagalbinės policijos tarnyba o PPT) e rinominato di conseguenza. Nel mese di agosto furono formati altri tre battaglioni di PPT. In ottobre questi cinque battaglioni cambiarono nuovamente nome in battaglioni di sicurezza (in lituano: apsaugos batalionas).

### Liquidazione e persecuzione

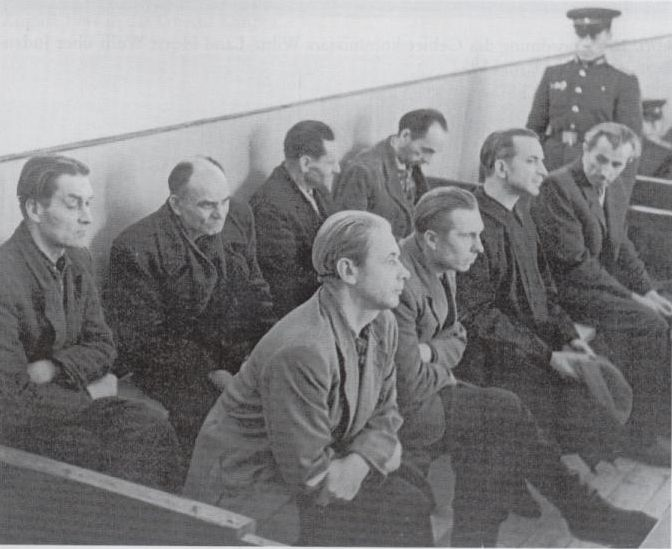
Otto membri della TDA sotto processo nel 1961 (ritenuti colpevoli e giustiziati)

A dicembre, i cinque battaglioni furono nuovamente organizzati:
- il 1º battaglione divenne il 13°;
- il 2° divenne il 12°;
- il 3° divenne l'11º battaglione delle unità di autodifesa lituane (in lituano: Lietuvių savisaugos dalinys).[3]

Nel 1942 il nuovo 13º battaglione fu riassegnato per combattere i partigiani sovietici vicino a Pskov e Tver. Il 13º battaglione iniziò la ritirata perdendo la Wehrmacht nel 1944: i suoi membri furono catturati dall'Armata Rossa o trovarono riparo nelle foreste lituane. Molti dei membri furono perseguitati dalle autorità sovietiche per le loro attività antisovietiche: alcuni furono giustiziati, mentre altri finirono imprigionati nei Gulag. Le indagini sovietiche continuarono fino al 1979, quando fu eseguita l'ultima esecuzione a Minsk.